# Tabdi
Tabdi is een plaats (község) en gemeente in het Hongaarse comitaat Bács-Kiskun. Tabdi telt 1196 inwoners (2002).